# Краун-етери

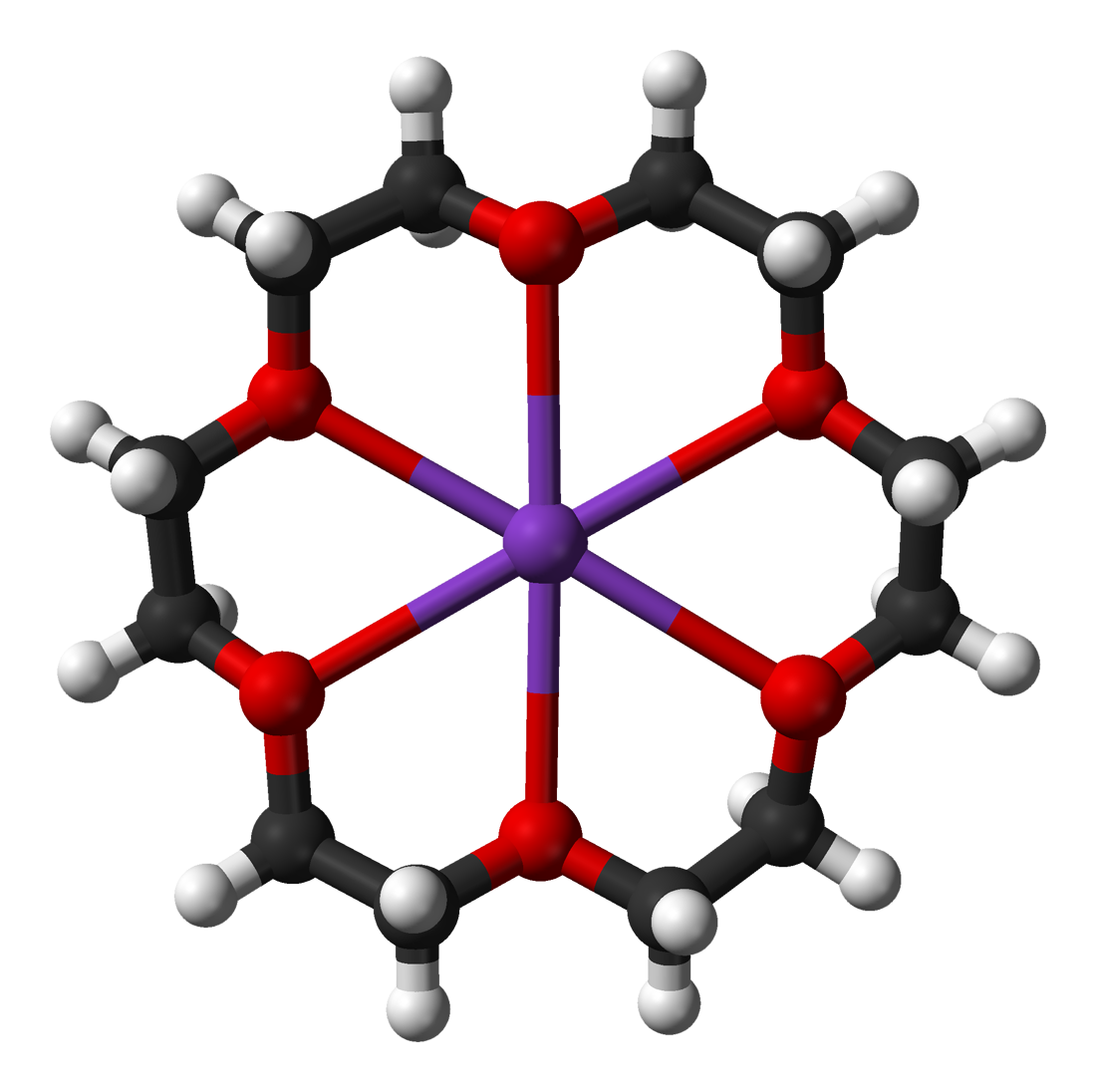
18-краун-6 у координації з іоном калію

Кра́ун-ете́ри (англ. crown — корона та етери) — макрогетероциклічні сполуки, які містять у своїх циклах понад 11 атомів, з яких не менше чотирьох — гетероатоми, що зв'язані між собою етиленовими містками.
Як правило, гетероатомом є атом Оксигену. Один або декілька атомів Оксигену можуть бути замінені атомами Нітрогену або Сульфуру (азакраун- або тіакраун-етери). Якщо краун-етери конденсовані з бензольними або циклогексановими кільцями, то вони належать до бензокраун- або циклогексанкраун-етерів. Одержані також краун-етери, які містять в циклі атоми Фосфору, Силіцію, Арсену, а також амідні, естерні та деякі інші функціональні групи.

## Номенклатура

Краун-етери

В тривіальних назвах краун-етерів загальне число атомів у циклі і число гетероатомів позначають цифрами, які ставлять перед і після слова «краун», наприклад 18-краун-6. Згідно з ІЮПАК краун-етери є похідними циклічних вуглеводнів:
- формула I — 12-краун-4; (1,4,7,10,13-тетраоксоциклододекан)
- формула II — 1,10-діаза-18-краун-6; (1,4,10,13-тетраокса-7,16-діазациклооктадекан)
- формула III — 1,7-дитіа-15-краун-5
- формула IV — дибензо-18-краун-6
- формула V — циклогексано-15-краун-5

## Властивості
Краун-етери — це в'язкі рідини або кристалічні речовини, добре розчинні у більшості органічних розчинників і погано (окрім нижчих представників ряду) у воді. Їх хімічні властивості залежать від природи гетероатомів і функціональних груп в циклі.
Краун-етери утворюють стійкі ліпофільні комплекси з катіонами металів, особливо лужних та лужноземельних. При цьому катіон включається у внутрішню порожнину краун-етеру і втримується там завдяки йон-дипольній взаємодії з гетероатомами. Найстійкіші такі комплекси, у яких розмір іона відповідає розміру порожнини. Саме ця властивість використовується в деяких технологічних процесах, наприклад, адгезійному збагаченні надконкого золота тощо.

## Отримання
Краун-етери одержують конденсацією дигалогеналканів або діетерів п-толуолсульфокислоти з поліетиленгліколями в тетрагідрофурані, 1,4-діоксані, диметоксиетані, диметилсульфоксиді, трет-бутанолі в присутності основ (гідриди, гідроксиди, карбонати); внутрішньомолекулярною циклізацією монотозилатів поліетиленгліколів у діоксані, диглімі або тетрагідрофурані в присутності гідроксидів лужних металів, а також циклоолігомеризацією етиленоксиду в присутності BF3 і борофторидів лужних і лужноземельних металів.

## Застосування
Краун-етери використовують для концентрування, розділення, очищення і регенерації металів, в тому числі рідкісноземельних; для розділення нуклідів, енантіомерів; як лікарські препарати, антидоти, пестициди; для створення йон-селективних датчиків і мембран; як каталізатори в реакціях за участю аніонів.